# Bianca e Falliero
Bianca e Falliero, o sia Il consiglio dei Tre (dt.: Bianca und Falliero oder Der Rat der Drei) ist eine Oper (Originalbezeichnung: „melodramma“) in zwei Akten von Gioachino Rossini (Musik) mit einem Libretto von Felice Romani nach Antoine-Vincent Arnaults Schauspiel Blanche et Montcassin ou Les Vénitiens von 1798. Die Uraufführung fand am 26. Dezember 1819 im Teatro alla Scala in Mailand statt.

## Handlung
Die Oper handelt von der Liebe zwischen dem venezianischen Volkshelden Falliero und der Senatorentochter Bianca. Biancas Vater Contareno plant, sie mit dem Senator Capellio zu vermählen, um so einen alten Familienstreit beilegen zu können. Er überrascht Falliero und Bianca bei einem letzten Treffen. Falliero flieht über eine Mauer zum benachbarten Grundstück des spanischen Botschafters. Da auf Kontakt zu feindlichen Mächten die Todesstrafe steht, wird Falliero verhaftet und vor Gericht gestellt. Ausgerechnet Contareno, Capellio und der Senator Loredano sollen über seine Schuld urteilen. Während die Sache für Contareno und Loredano klar scheint, setzt sich Capellio für ihn ein, da er seinen und Biancas Beteuerungen glaubt. Er bringt die Angelegenheit vor den Senat, der Fallieros Unschuld bestätigt. Schließlich kann durch Capellios Unterstützung auch Contareno dazu bewegt werden, der Heirat seiner Tochter mit Falliero zuzustimmen.

### Erster Akt
Der Markusplatz in Venedig
Szene 1. Das Volk und venezianische Edelleute feiern die Aufdeckung einer spanischen Verschwörung gegen Venedig (Chor: „Dalle lagune adriatiche“).
Szene 2. Nachdem sich die Menge in den Arkaden verteilt hat, treffen die seit Längerem wegen eines Erbschaftsstreits miteinander verfeindeten Senatoren Contareno und Capellio aufeinander. Diesmal zeigt sich Capellio jedoch versöhnlich, denn er liebt Contarenos Tochter Bianca. Um ihre Hand zu erhalten, ist er bereit, auf das umstrittene Erbe zu verzichten. Contareno willigt freudig ein. Mit einem Kanonenschlag wird das Erscheinen des Dogen angekündigt, der vom Chor begrüßt wird.
Szene 3. Der Doge tritt mit seinem Hofstaat aus dem Palast und verkündet einen Senatsbeschluss, durch den ein zuvor abgeschafftes Gesetz erneut Gültigkeit erhält: Auf den Umgang mit ausländischen Gesandten soll die Todesstrafe stehen. Capellio, der an der Ratsversammlung nicht teilgenommen hatte, erklärt, dass er einem solchen Gesetz nicht zugestimmt hätte, da die Verschwörung bereits aufgedeckt sei. Der Doge jedoch hält die spanische Bedrohung für noch nicht gebannt. Gerüchten zufolge sei sogar der junge General Falliero im Kampf gefallen.
Szene 4. Als ein Offizier die Ankunft des totgeglaubten, aber doch siegreichen Falliero ankündigt, feiert ihn der Chor als Helden (Chor: „Viva Fallier“).
Szene 5. Falliero tritt mit seinen Offizieren auf und berichtet – unterbrochen von Jubelrufen des Volkes – von seinem Sieg gegen die Feinde (Cavatine Falliero: „Se per l’Adria il ferro io strinsi“). Der Doge dankt ihm im Namen Venedigs und lädt ihn zur Dankmesse in den Dom.
Mit Blumen geschmückter Innenhof im Haus Contarenos an einem Kanal
Szene 6. Beim Blumenpflücken besingen Biancas Mägde den schönen Monat April (Chor: „Negli orti di Flora“). Bianca selbst erscheint voller Vorfreude auf die Rückkehr ihres Geliebten Falliero (Cavatine Bianca: „Della rosa il bel vermiglio“).
Szene 7. Biancas Amme Costanza berichtet vom ehrenvollen Empfang Fallieros. Als sie Biancas Vater kommen sieht, entfernt sie sich.
Szene 8. Contareno teilt seiner Tochter mit, dass er in Capellio einen würdigen Ehemann für sie gefunden habe. Als Bianca ihn auf ihre Liebe zu Falliero hinweist, verbietet er ihr zornig, dessen Namen noch einmal zu erwähnen. Andernfalls müsse sie um Fallieros Sicherheit fürchten (Cavatine Contareno: „Pensa che omai resistere“). Da alles Flehen nichts hilft, gibt Bianca schließlich traurig nach und verspricht Gehorsam.
Saal im Haus Contarenos
Szene 9. Falliero erzählt Costanza, dass er es nun, da er kein einfacher Mann mehr ist, wagen wolle, um die Hand Biancas anzuhalten. Costanza versichert ihm, dass sich Bianca darüber freuen würde und ihm immer treu gewesen sei. Sie zieht sich zurück, als sie Bianca kommen sieht.
Szene 10. Falliero läuft seiner Geliebten freudig entgegen. Sie jedoch teilt ihm betrübt den Beschluss ihres Vaters mit (Duett Bianca/Falliero: „Sappi che un rio dovere“).
Szene 11. Costanza kehrt eilig zurück und warnt die beiden vor der Ankunft Contarenos. Sie verschwindet mit Falliero durch eine Nebentür.
Szene 12. Contareno erscheint mit Capellio, ihren Eltern und Angehörigen, Edelleuten und Dienern, um die bevorstehende Hochzeit zu feiern (Finale: „Fausto Imene e di gioia cagione“).
Szene 13. Bianca gesellt sich zu ihnen, und Contareno stellt ihr Capellio als ihren zukünftigen Gatten vor. Capellio bemerkt ihre Verstörung, die Contareno aber als belanglos abtut. Als er ihr nun den Ehevertrag zur Unterschrift vorlegt, weigert sie sich zunächst – erst ein drohender Wink ihres Vaters bringt sie zum Einlenken.
Szene 14. In diesem Moment erscheint Falliero und fordert Bianca auf, einzuhalten. Er erklärt den Anwesenden, dass Bianca ihm ihre Treue und Liebe geschworen habe. Contareno wird zornig. Capellio dagegen versteht nun Biancas Zurückhaltung. Sowohl er als auch Falliero beharren auf ihrem Recht. Es kommt zum Streit, in dessen Verlauf Falliero Bianca gar Treulosigkeit vorwirft. Contareno ruft die Diener, um Falliero aus dem Haus zu werfen. Falliero warnt sie vor den Folgen seines Zorns. Während alle in wüste Beschimpfungen ausbrechen, fühlt Bianca ihr Herz brechen.

### Zweiter Akt
Innenhof im Palast Contarenos. Im Hintergrund eine Mauer, die an den Palast des spanischen Botschafters grenzt. Nachts
Szene 1. Bianca hat sich zusammen mit Costanza in den Hof begeben, um noch einmal mit Falliero zusammenzutreffen. Sie sorgt sich um seine Sicherheit. Costanza versucht sie damit zu beruhigen, dass er notfalls über die Mauer fliehen könne. Sie zieht sich zurück.
Szene 2. Falliero erscheint. Er teilt Bianca mit, dass seine Gebete vergebens waren und ihre Hochzeit bereits für diese Nacht festgelegt wurde. Nun bleibe ihnen nur noch die Flucht oder der Tod – Sie habe die Wahl. Bianca zögert zunächst, da sie ihren Vater vor Schande bewahren will. Erst nach wiederholtem Drängen Fallieros willigt sie in die Flucht ein (Duett Falliero/Bianca: „Va’, crudel“).
Szene 3. Costanza warnt das Paar vor dem Nahen Contarenos. Falliero flieht über die Mauer zum Palast des spanischen Botschafters, obwohl Bianca ihn daran erinnert, dass ihm die Todesstrafe drohe, wenn er dort entdeckt werde.
Szene 4. Contareno kommt, um Bianca zur Hochzeit mit Capellio abzuholen. Dass er sie im Hof antrifft, sieht er als Zeichen für ihr Einverständnis.
Szene 5. Ermutigt von Contareno gesellt sich Capellio zu ihnen und begrüßt seine Braut voller Freude. Als sie deutlich weniger enthusiastisch reagiert als erwartet, zieht er sich empört zurück. Contareno droht seiner Tochter mit Verstoßung, falls sie sich weiterhin weigern sollte, Capellio zu heiraten (Duett Contareno/Bianca: „Non proferir tal nome“).
Szene 6. Überraschend klopft Pisani, der Kanzler des Dreierrats, an die Pforte. Er überreicht Contareno ein Dokument mit einer Aufforderung, vor dem Rat zu erscheinen, da Falliero in der Residenz des spanischen Botschafters festgenommen wurde. Contareno jubiliert insgeheim, während Bianca von Sorgen gequält wird. Capellio geht mit Pisani voraus. Contareno folgt ihnen nach weiteren Drohungen gegen seine Tochter, die er in ihr Zimmer sperren lässt.
Schwarz ausgekleideter Versammlungssaal des Dreierrats
Szene 7. Der Chor beklagt die unerwartete Wendung und fragt sich, wer noch an die Ehre eines Menschen glauben könne, wenn sich sogar Falliero als Verräter entpuppe (Chor: „Qual notte di squallore“).
Szene 8. Falliero wird vom Kanzler und den Wachen hereingeführt. Er fürchtet das Schlimmste, aber vor allem sorgt er sich um Bianca (Arie Falliero: „Alma, ben mio, sì pura“). Pisani nennt ihm die Namen seiner Richter: Loredano, Capellio und Contareno. Während Contareno hart und unbeugsam sei, könne er aber auf die Gerechtigkeit und Milde Capellios hoffen, der als dessen Schwiegersohn seinen Einfluss geltend machen könne. Bei dieser Nachricht über Biancas Heirat verliert Falliero vollends jede Hoffnung. Da er in seinem Leben nun keinen Sinn mehr sieht, weigert er sich, zu seiner Verteidigung zu sprechen (Cavatine Falliero: „Tu non sai qual colpo atroce“).
Szene 9. Pisani ist überzeugt, dass Falliero kein Verräter, sondern lediglich äußerst unglücklich ist. Aber wer kann ihn nun noch verteidigen? Contareno lässt Falliero vortreten.
Szene 10. Contareno beginnt das Verhör mit der Abfrage der Personalien des Anklagten und fragt dann nach dem Grund für sein Vergehen. Falliero erklärt, dass sein Verbrechen offensichtlich sei. Der Rest solle geheim bleiben. Er ist bereit, das Schuldbekenntnis zu unterschreiben.
Szene 11. Ein Amtsdiener meldet, dass ein Komplize Fallieros Gehör suche. Die tief verschleierte Bianca tritt ein und gibt sich den Anwesenden zu erkennen. Contareno will sie sofort wieder nach Hause schicken. Capellio jedoch plädiert dafür, sie sprechen zu lassen. Sie habe sicher einen Grund für ihr Kommen, und als Richter seien sie verpflichtet, sie anzuhören. Unsicherheit macht sich breit. Bianca versucht, sich Mut zu machen, Falliero ist sich nicht sicher, auf welcher Seite sie steht, Contareno bemüht sich, seinen Zorn zurückzuhalten, und Capellio schwankt zwischen Mitleid und Wut (Quartett Bianca/Falliero/Contareno/Capellio: „Cielo, il mio labbro inspira“). Schließlich enthüllt Bianca die Wahrheit. Sie erklärt, dass Falliero unschuldig sei und lediglich aus Liebe gehandelt habe. Als ihr Vater sie bei einem Treffen überrascht hatte, habe es keinen anderen Fluchtweg mehr gegeben als die Mauer zum Hof des spanischen Botschafters. Da Falliero nun wieder von ihrer Liebe überzeugt ist, ist er bereit zu seiner Verteidigung. Contareno will ihn jedoch nicht mehr anhören und unterzeichnet das Todesurteil. Loredano tut es ihm nach. Nur Capellio verweigert die Unterschrift. Er verlangt, dass der Senat Falliero richten solle. Mit Ausnahme Contarenos stimmen alle zu.
Saal im Palast Contarenos wie im ersten Akt
Szene 12. Costanza sorgt sich um Bianca, die nirgends zu finden ist. Capellio kommt in Eile zu ihr, um Bianca in ihre Obhut zu geben, da er schnellstmöglich zum Senat müsse.
Szene 13. Bianca wird von ihren Gefährtinnen und Dienern begrüßt und umsorgt (Chor: „Vieni: per te tremante“). Costanza versucht, ihr Mut zuzusprechen.
Szene 14. Falliero, Capellio und andere venezianische Edelleute nähern sich. Falliero und Bianca fallen sich in die Arme. Sie berichten, dass der Senat Fallieros Unschuld bestätigt habe. Auch Contareno kommt hinzu. Er wirft seiner Tochter vor, ihn in Unehre gestürzt zu haben. Bianca versichert ihm ihre Tochterliebe und erklärt sich bereit, auf Falliero zu verzichten (Cavatine Bianca: „Teco io resto“). Erst als Falliero, Capellio und die anderen ihm seine Hartherzigkeit vorwerfen, gibt Contareno nach. Bianca und Falliero können nun doch heiraten.

## Gestaltung

### Instrumentation
Die Orchesterbesetzung der Oper enthält die folgenden Instrumente:
- Holzbläser: zwei Flöten / eine Piccoloflöte, zwei Oboen, zwei Klarinetten, zwei Fagotte
- Blechbläser: vier Hörner, zwei Trompeten, drei Posaunen
- Pauken, Schlagzeug: Große Trommel, Becken, Triangel
- Streicher
- Basso continuo

### Musiknummern
Die Oper enthält die folgenden Musiknummern
- Sinfonia

Erster Akt
- Nr. 1. Introduktion (Chor, Contareno, Capellio): „Dalle lagune adriatiche“ (Szene 1)
- Nr. 2. Chor und Cavatine (Falliero): „Viva Fallier“ (Szene 4) – „Se per l’Adria il ferro io strinsi“ (Szene 5)
- Nr. 3. Chor und Cavatine (Bianca): „Negli orti di Flora“ – „Della rosa il bel vermiglio“ (Szene 6)
- Nr. 4. Cavatine (Contareno): „Pensa che omai resistere“ (Szene 8)
- Nr. 5. Duett (Bianca, Falliero): „Sappi che un rio dovere“ (Szene 10)
- Nr. 6. Finale (Chor, Contareno, Capellio, Bianca, Falliero): „Fausto Imene e di gioia cagione“ (Szene 12–14)

Zweiter Akt
- Nr. 7. Duett (Falliero, Bianca): „Va’, crudel“ (Szene 2)
- Nr. 8. Duett (Contareno, Bianca): „Non proferir tal nome“ (Szene 5)
- Nr. 9. Chor und Arie (Falliero): „Qual notte di squallore“ (Szene 7) – „Alma, ben mio, sì pura“ (Szene 8)
- Nr. 10. Cavatine (Falliero): „Tu non sai qual colpo atroce“ (Szene 8)
- Nr. 11. Quartett (Bianca, Falliero, Contareno, Capellio): „Cielo, il mio labbro inspira“ (Szene 11)
- Nr. 12. Chor: „Vieni: per te tremante“ (Szene 13)
- Nr. 13. Cavatine (Bianca): „Teco io resto“ (Szene 14)

### Übernahmen
Für die Komposition nutzte Rossini musikalisches Material aus früheren Werken:
- Das Andante der Ouvertüre stammt aus Eduardo e Cristina und basiert auf Ricciardo e Zoraide.[2]:116
- Eine Melodie des ersten Duetts ist La donna del lago entnommen.[2]:116
- Ein Crescendo entstammt der Ouvertüre zu Eduardo e Cristina.[2]:116
- Musik aus dem Finale von La donna del lago taucht in der letzten Szene wieder auf.[3]:260

Umgekehrt verwendete er auch Material aus Bianca e Falliero in späteren Werken:
- Den Anfangschor des 1. Aktes „Viva Fallier!“ (Szene 4) übernahm er in die erste Szene von Moïse et Pharaon.[2]:116
- Das Quartett wurde 1846 für das Pasticcio Robert Bruce zu einem Sextett umgearbeitet.[2]:270
- Die Ouvertüre von Le siège de Corinthe enthält Teile des allegro vivace vom Anfang der Ouvertüre.[4]:124
- Das Orchestervorspiel der Arie der Adèle „En proie à la tristesse“ in Le comte Ory stammt aus Bianca e Falliero.[4]:129
- Die Ouvertüre der 1822 für Venedig erfolgten Bearbeitung von Maometto II enthält Entlehnungen aus dieser Oper.[3]:271

### Musik
Die Cavatine Contarenos „Pensa che omai resistere“ (erster Akt, Szene 8) ist „eines der halsbrecherischsten Stücke für einen Koloraturtenor, die je geschrieben wurden“. Sie stellt unterschiedlichste Stimmungen zwischen Rachsucht, Milde und Starrsinn dar.:261
Biancas und Fallieros Duett „Sappi che un rio dovere“ (erster Akt, Szene 10) ist – ungewöhnlich für Rossini – „uneingeschränkt und offen sinnlich“.:261
Als wichtigstes und interessantestes Stück der Oper gilt das Quartett „Cielo, il mio labbro inspira“ (zweiter Akt, Szene 11), das auch als einziges im Bewusstsein der Öffentlichkeit blieb.:260 Stendhal zählte „dieses Stück und vor allem die Klarinettenpassage […] zu den schönsten Einfällen der ganzen Musikgeschichte.“ Dieses Quartett stellt auch den dramatischen Höhepunkt der Oper dar.:260

## Werkgeschichte
Anfang November 1819 erhielt Rossini das Libretto für seine nächste an der Mailänder Scala aufzuführende Oper. Es stammte von Felice Romani und basierte auf dem 1798 erschienenen Schauspiel Blanche et Montcassin ou Les Vénitiens von Antoine-Vincent Arnault.:99 Herbert Weinstocks Annahme, dass es sich um eine Übernahme des Dramas Il Conte di Carmagnola von Alessandro Manzoni handelt,:116 hat sich inzwischen als falsch herausgestellt.:195 Im Gegensatz zur Vorlage hat die Oper ein glückliches Ende.:260 Für die Komposition nutzte Rossini einiges bereits zuvor genutzte Material. Auch schrieb er wie kurz zuvor für das unter ähnlichen Umständen entstandenen Opernpasticcio Eduardo e Cristina Secco-Rezitative anstelle von orchesterbegleiteten Accompagnati – was Weinstock auf Zeitdruck zurückführt, da Rossini letztere schon seit 1814 fast durchgängig in seinen ernsten Opern einsetzte.:117 Er erhielt für die Oper 2500 Lire.:116
Bei der Uraufführung am 26. Dezember 1819 im Teatro alla Scala sangen die Sopranistin Violante Camporesi (Bianca), die Mezzosopranistin Adelaide Ghinzani/Chinzani (Costanza), die Altistin Carolina Bassi (Falliero), die Tenöre Claudio Bonoldi (Contareno) und Francesco Biscottini (Pisani) sowie die Bässe Alessandro De Angelis (Priuli) und Giuseppe Fioravanti (Capellio). Zusammen mit der Oper wurden die beiden Ballette Cimene (Choreographie: Salvatore Viganò) und La campanella d’argento (Choreographie: Filippo Bertini) aufgeführt. Die Oper wurde vom Publikum gleichgültig aufgenommen. Dennoch gab es in dieser Spielzeit 39 Aufführungen.:117
Bis 1831 wurde die Oper vielfach an verschiedenen italienischen Theatern gespielt, allerdings in stark bearbeiteten und verstümmelten Fassungen.:260 Außerdem gab es am 19. und 21. Februar 1825 zwei Aufführungen in Wien im Theater am Kärntnertor mit Giuditta Grisi (Bianca), Henriette Sontag (Falliero), Domenico Donzelli (Contareno) und Antonio Ambrogi (Capellio). 1824 wurde sie in Lissabon und 1830 in Barcelona aufgeführt. Im Herbst 1856 gab es noch eine Aufführung in Cagliari (Sardinien).:434 Anschließend geriet das Werk in Vergessenheit. Als Gründe dafür nannte Richard Osborne „die technisch komplexe Komposition für drei Hauptstimmen, de[n] Einsatz eines Travestie-Helden (Falliero) und Rossinis Wiederverwendung des Finales von La donna del lago in der letzten Szene.“ Die Probleme können mit einer guten Besetzung jedoch überwunden werden.:260
In neuerer Zeit wurde Bianca e Falliero erst 1986 beim Rossini Opera Festival Pesaro wieder aufgeführt. Es folgte am 7. Dezember 1987 als erste Aufführung in den USA eine Produktion der Greater Miami Opera.:99 Weitere Aufführungen fanden 2015 beim Festival Rossini in Wildbad, 2022 an der Oper Frankfurt und 2024 wiederum beim Rossini Opera Festival Pesaro statt.

## Aufnahmen
- August 1986 (live vom Rossini Opera Festival Pesaro, Secco-Rezitative gekürzt): Donato Renzetti (Dirigent), London Sinfonietta Opera Orchestra, Prager Philharmonischer Chor. Ambrogio Riva (Priuli), Chris Merritt (Contareno), Giorgio Surjan (Capellio), Marilyn Horne (Falliero), Katia Ricciarelli (Bianca), Patrizia Orciani (Costanza), Ernesto Gavazzi (Pisani), Diego d’Auria (Amtsdiener und Offizier). Fonit Cetra CD: RFCD 2008, Legato CD: LCD 138-3 (3 CD).[13]:15377
- 1. September 1989 (live vom Rossini Opera Festival Pesaro): Daniele Gatti (Dirigent), Orchester des Teatro Comunale di Bologna, Prager Philharmonischer Chor. Ambrogio Riva (Priuli), Chris Merritt (Contareno), Pietro Spagnoli (Capellio), Martine Dupuy (Falliero), Lella Cuberli (Bianca), Ornella Bonomelli (Costanza), Claudio Bisario (Pisani),  Francesco Piccoli (Amtsdiener und Offizier).[13]:15379
- November 2000: David Parry (Dirigent), London Philharmonic Orchestra, Geoffrey Mitchell Choir. Simon Bailey (Priuli), Barry Banks (Contareno), Ildebrando D’Arcangelo (Capellio), Jennifer Larmore (Falliero), Majella Cullagh (Bianca), Gabriella Colecchia (Costanza), Ryland Davies (Pisani), Dominic Natoli (Offizier). Opera Rara ORC 20 (3 CD).[13]:15380
- August 2005 (Video, live vom Rossini Opera Festival Pesaro): Renato Palumbo (Dirigent), Jean-Louis Martinoty (Inszenierung), Orquesta Sinfonica de Galicia, Prager Kammerchor. Dario Benini (Priuli), Francesco Meli (Contareno), Carlo Lepore (Capellio), Jiri Prudic (Loredano), Daniela Barcellona (Falliero), María Bayo (Bianca), Ornella Bonomelli (Costanza), Stefan Cifolelli (Pisani), Karel Pajer (Amtsdiener und Offizier). Dynamic 33501 (2 DVD), Dynamic CDS 501/1-3 (3 CD).[13]:15381
- Juli 2015 (Live vom Festival Rossini in Wildbad): Antonino Fogliani (Dirigent), Virtuosi Brunensis, Camerata Bach Choir Poznań. Laurent Kubla (Priuli), Kenneth Tarver (Contareno), Baurzhan Anderzhanov (Capellio), Marcin Banaś (Loredano), Victoria Yarovaya (Falliero), Cinzia Forte (Bianca), Marina Viotti (Costanza), Artavazd Sargsyan (Pisani, Amtsdiener und Offizier). Naxos 8.660407-09 (3 CDs).[14]